# Lidové noviny
Lidové noviny byl český deník založený v roce 1893 v Brně novinářem a politikem Adolfem Stránským, v němž pravidelně publikovala řada českých spisovatelů. Staly se nástupcem Moravských listů vycházejících od roku 1889. Protože deník vycházel i za druhé světové války, muselo být jeho jméno po osvobození v roce 1945 změněno na Svobodné noviny. Po komunistickém převratu v roce 1948 byl vrácen původní název, ovšem roku 1952 bylo vydávání Lidových novin zastaveno.
Na konci normalizace bylo v roce 1988 bylo vydávání Lidových novin ilegálně obnoveno ve formě samizdatového měsíčníku (dvě nultá čísla vyšla již roku 1987). Po sametové revoluci na konci roku 1989 byl list od počátku roku 1990 vydáván legálně dvakrát týdně a od dubna 1990 se vrátil do podoby deníku. Roku 1994 byly Lidové noviny sloučeny se zanikající Lidovou demokracií (deník Československé strany lidové), od které převzaly modrou barvu titulu.
Deník patřil od roku 1998 do roku 2013 do koncernu Rheinisch-Bergische Druckerei- und Verlagsgesellschaft, vydavatele deníku Rheinische Post, který v České republice rovněž vydával deník Mladá fronta DNES. V roce 2013 koupil vydavatelství MAFRA, které deník vydávalo od roku 2010, koncern Agrofert Andreje Babiše. V roce 2023 vydavatelství koupila skupina KAPRAIN Group lobbisty a podnikatele Karla Pražáka. V červenci 2024 vydavatel oznámil, že vydávání tištěných Lidových novin skončí na konci srpna téhož roku a dále budou pokračovat pouze webové stránky Lidovky.cz.
Lidové noviny se od počátku věnovaly zahraniční politice a kultuře. Jako první v Česku uveřejňovaly politickou karikaturu. Do okruhu jejich přispěvatelů a redaktorů patřili Karel Čapek, Josef Čapek, Eduard Bass, Karel Poláček, Jiří Hejda, Edvard Valenta, Rudolf Těsnohlídek, Jiří Mahen, Jan Drda, Václav Řezáč, ale i prezidenti Tomáš Garrigue Masaryk a Edvard Beneš.

## Historie

### Do roku 1918
Historicky první číslo vyšlo v Brně 16. prosince 1893. Noviny vznikly spojením olomouckého časopisu Pozor a brněnských Moravských listů, jejichž zakladatel Adolf Stránský sloučení inicioval. První redakce LN s šéfredaktorem Emilem Čermákem dosáhla nákladu asi 6 000 výtisků. V roce 1898 se Adolf Stránský stal výhradním majitelem deníku. Aby snížil náklady, založil v roce 1903 Lidovou tiskárnu, o čtyři roky později opatřil v Brně novinám i tiskárně sídlo v jednom domě.
Na významné modernizaci novin se podílel Arnošt Heinrich, kterého Stránský v roce 1904 přijal. Začal tím, že prosadil ranní vydání. Do roku 1905 LN vycházely až odpoledne a zpravodajství tak nebylo aktuální. Ranní vydání mělo místo úvodníku fotografii, nechyběla „senzace“, soudní síň. Z raníku se stal od roku 1909 hlavní list.
Heinrichovy představy upoutaly pozornost řady literátů, kteří začali do novin přispívat. Patřili mezi ně: Viktor Dyk, Karel Toman, Antonín Sova, S. K. Neumann, Fráňa Šrámek, Jiří Mahen, František Gellner, Rudolf Těsnohlídek a další.
Důležitým krokem bylo vyslání Karla Z. Klímy jako parlamentního zpravodaje do Vídně v roce 1907. Prestiž LN rostla a s ní i Stránského politický vliv. Společně s Heinrichem se podílel na státním převratu v Brně a vyhlášení Československé republiky, oba se stali poslanci revolučního Národního shromáždění a Stránský také ministrem obchodu.

### První republika
S obdobím meziválečného Československa je spojována i nejslavnější éra Lidových novin. Změnilo se hlavní politické centrum: už nikoli Vídeň, ale Praha. Zde také LN v roce 1920 otevřely svou filiálku. Další následovaly v Plzni, Českých Budějovicích, Liberci, Znojmě, Českém Těšíně, Ostravě, Olomouci, Jihlavě, Bratislavě, Košicích a Užhorodě. LN také investovaly nemalé prostředky do zahraničních zpravodajů.
V roce 1936 koupil Jaroslav Stránský (syn zakladatele Adolfa Stránského) Topičovo nakladatelství v Praze na Národní třídě a usídlil zde svůj tiskový podnik včetně redakce. Taková adresa byla vizitkou úspěchu: v roce 1937 se zvedl náklad ve všední den na 44 000 výtisků, přičemž odpoledník měl ještě téměř o dvacet tisíc více.
S novými rubrikami a přílohami se rozšiřovala redakce a přibývali její spolupracovníci. Mezi nimi také Karel Čapek. Jazyk Lidových novin spěl ke zkratce a jednoduchosti. To se projevilo i v práci s obrazem, fotografií, ale především kresbou a karikaturou. Mezi kreslíře, kteří do Lidovek uložili své vidění aktuality, patřili Hugo Boettinger, Eduard Milén, Zdeněk Kratochvíl, Stanislav Lolek, Ondřej Sekora a samozřejmě Josef Čapek. V roce 1924 se Ferdinand Peroutka stal hlavním úvodníkářem Lidových novin.

### Druhá republika a tzv. Protektorát
Po dobu existence první Československé republiky sloužily Lidové noviny jako orgán Hradu, tedy prezidentů T. G. Masaryka a po něm i Edvarda Beneše. Je tedy pochopitelné, že jejich porážka byla do značné míry chápána také jako neúspěch tohoto listu.
LN se v době po Mnichově snažily dodávat sil a odvahy čtenářům.[zdroj?] Jako rozhodný zastánce Benešovy a Masarykovy politiky na stránkách LN vystupoval Karel Čapek, na něhož druhorepublikoví politici a publicisté ostře útočili, což patrně přispělo k Čapkově předčasnému úmrtí o Vánocích 1938.
Po okupaci v březnu 1939 se situace Lidových novin podstatně změnila. Do tiskových podniků Jaroslava Stránského byla dosazena říšská správa. V celé zemi byla zavedena nejtužší cenzura a každá snaha o sdělování pravdy byla krajně nebezpečná. Šéfredaktor Karel Zdeněk Klíma byl nucen v červnu 1941 na nátlak nacistů odejít. Jeho nástupcem se stal Leopold Zeman, který bez nejmenších zábran s Němci kolaboroval. Klímu počátkem srpna 1942 zatklo gestapo a 23. srpna 1942 byl v Terezíně popraven.
Zatčen byl i Josef Čapek, pro nějž si gestapo přišlo v září 1939, zemřel v závěru války během pochodu smrti. Na podzim 1939 nacisté zatkli rovněž Ferdinanda Peroutku; až do roku 1945 byl vězněn v koncentračních táborech Dachau a Buchenwald. Nacisté zatkli i Karla Poláčka, kterého deportovali do Terezína a odtud do Osvětimi, kde 19. října 1944 zahynul. Koncentračním táborem v Terezíně prošel i redaktor Lidových novin Jaroslav Kladiva, který byl zatčen dne 21. června 1940 a který byl dne 25. května 1943 v Berlíně-Plötzensee popraven gilotinou.
Tvůrci Lidových novin – jak ti, kteří odešli do exilu, kde se zapojili do zahraničního odboje, tak ti, kteří zůstali v okupované vlasti – se ani v době, kdy nemohli psát svobodně, nezpronevěřili svému krédu a přesvědčení a ve své většině ze všech sil bojovali za obnovení svobody svého národa a demokracie.

### Od roku 1945 do pádu komunistického režimu
Porážka Němců se odrážela i na stránkách Lidových novin, které řídil kolaborant Leopold Zeman. Od února 1945 vycházely noviny jen na jednom listu a plné zpráv o potížích, do kterých se dostali nacisté. 17. dubna 1945 vyšly Lidové noviny naposledy. To už ale byla větší část Československa svobodná a blížil se konec 2. světové války v Evropě.
Do Pražského povstání se zapojili i novináři. Vznikaly revoluční výbory, které zajišťovaly výrobu necenzurovaných novin. 9. května 1945 založil poslední žijící předválečný šéfredaktor Eduard Bass se svými kolegy Národní výbor Lidových novin a okamžitě se pustili do přípravy jejich vydávání.
Z nového rozhodnutí vlády ale nesměly vycházet noviny, které sloužily okupantům. Toto stanovisko potvrdil v červnu 1945 také prezident Edvard Beneš. Lidové noviny na to doplatily jako první. Vycházely za okupace a navíc byly majetkem ministra Jaroslava Stránského. Toho využili komunisté a jejich vydávání okamžitě zastavili. Eduardu Bassovi se však podařilo založit Sdružení kulturních organizací, které se vydávání Lidových novin ujalo. A protože nemohly vycházet pod svým názvem, zrodily se Svobodné noviny.
První číslo vyšlo 23. května 1945 a mělo čtyři strany. Od začátku dělalo vedení redakce vše pro to, aby každému došlo, že se jedná o Lidové noviny. Situace v novinách se změnila v srpnu 1945, kdy z vedení odešel Eduard Bass a jeho nástupcem se stal Ferdinand Peroutka. Ten se, vzhledem k svým názorům, brzy dostal do konfliktu s komunisty, jejichž tlak postupně rostl. V roce 1947 vydal svou polemiku o tom, kdo vlastně v roce 1945 osvobodil Prahu. Svobodné noviny v té době patří mezi nejprodávanější tituly.
Ferdinand Peroutka byl 24. února 1948 sesazen rudými revolucionáři akčního výboru a byl vyloučen i ze Syndikátu českých spisovatelů. Nahradil jej Jan Drda. Následujícího dne, tj. 25. února 1948, vyšla ve Svobodných novinách prokomunistická výzva Kupředu, zpátky ni krok! Tím začalo v novinách období nesvobody. Lidé, kteří byli spojeni s Peroutkou a neemigrovali, většinou končili v komunistických lágrech. Svobodné noviny musely zveřejňovat ódy na Stalina a Klementa Gottwalda. Jan Drda navíc nadělal svým hospodařením desetimilionové dluhy, a kvůli těm také noviny vyšly 8. února 1952 naposled.
Ze zasedání výboru Svazu československých spisovatelů v roce 1968 vzešlo usnesení, že se Lidové noviny budou opět vydávány. Jejich šéfredaktorem byl jmenován Antonín J. Liehm. První číslo mělo vyjít v říjnu 1968. Noviny podporoval z emigrace také Ferdinand Peroutka. Dřív než ale začaly přípravy, přišel 21. srpen 1968 a veškeré naděje na svobodné noviny se rozplynuly.

### Samizdatové Lidovky (1987–1990)
Dva roky před sametovou revolucí usoudili dva z významných signatářů Charty 77 Václav Havel a Ladislav Lis, že je třeba začít vydávat časopis. Takový, který by prolomil okruh chartistů a dostal se „mezi lid“. Jiří Ruml proto navrhl, že by se mohly obnovit Lidové noviny.
První pokus ze září 1987 dopadl špatně, a to úpravou i po obsahové stránce. Druhé číslo už dopadlo lépe a další, první řádné lednové číslo z roku 1988, vytvořilo normu pro ta další. Na titulní straně se objevil úvodník Václava Havla s příznačným názvem Noviny jako škola.
Šéfredaktorem se stal Jiří Ruml, jako redaktor působil Rudolf Zeman, do novin přispívali jak chartisté (Václav Havel, Jiří Dienstbier, Luboš Dobrovský, Ladislav Hejdánek, Zdeněk Urbánek), tak i lidé z tzv. šedé zóny, avšak většinou pod pseudonymy (Jiří Černý, Jan Lukeš, Vladimír Hanzel, Jan Rejžek, Pavel Rychetský, Rita Klímová, Václav Klaus st., Miloš Zeman…). Techniku měli na starosti Vladimír Mlynář a Jan Dobrovský.
Od počátku své existence samizdatové Lidové noviny opakovaně žádaly o oficiální registraci, ta jim však až do pádu komunistického režimu nebyla udělena. Jiří Ruml byl zatčen po prvním vydání novin, to však nepřerušilo jejich vydávání. Už od prvních čísel vzbudily Lidové noviny zájem v zahraničí. Zmiňovaly se o nich New York Times, francouzský Le Monde jim dokonce věnoval celou stranu s výňatky. Pravidelně o nich referoval Hlas Ameriky, Svobodná Evropa a česká redakce BBC.
Největším problémem tzv. Lidovek ale zůstávala výroba a distribuce. Vždy po uzávěrce čísla, což bylo mezi dvanáctým a dvacátým dnem každého měsíce, vyvíjela StB čilou aktivitu. Po schválení a zkorigování rukopisů vstupovali do hry Vladimír Mlynář a Jan Dobrovský, kteří připravili tiskový podklad na papír A3, v různé kvalitě. Jen Jan Ruml věděl, kde se číslo „zlomí“, upraví a vytiskne. Bylo to v jednom domě v Biskupcově ulici na Žižkově, kde se provedly korekce tiskových podkladů a na kapacitní kopírce se Lidové noviny tiskly cca 48-56 hodin podle počtu kusů. Skutečnou tiskárnu a technickou sekci tisku tvořili dva studenti s čistým životopisem, kteří každý měsíc obětovali prodloužený víkend tisku (tisklo se skutečně i přes 50 hodin v kuse). Po vytištění se část zabalila k odeslání a kvůli konspiraci je další napojený člověk odvezl k distribuci na venkovské pošty. Část nákladu putovala v batozích na zádech do konspiračního bytu na Jižním Městě, kde byly připraveny k rozdávání. Speciální obálka s číslem putovala vždy na úřad Vlády ke Štrougalovi a později Adamcovi a samozřejmě s láskou jednu kopii dostal i prezident Gustáv Husák, aby si na Hradě početl.
Díly a tonery pro kopírku byly dodávány od Karla Schwarzenberga, objednání většinou bylo poštou nebo telefonicky ze zahraničí, papír se tajně postupně nakupoval ve vybraných papírnictvích. Jedno číslo byla lahůdka, podařilo se na něj sehnat kvalitní papír s vodotiskem Pražského Hradu. Špatně vyrobené tisky se odvážely nárazově na venkov ke spálení do konspiračních chat.
Redakce samizdatových LN vyrobila tak 280-350 kusů měsíčně. Lidé toto množství zvýšili asi na 10 tisíc. Pak ale v září 1989 Jiřího Rumla spolu s jeho zástupcem Rudolfem Zemanem zatkla StB a uvěznila v ruzyňské věznici a zabavila říjnové číslo připravené k rozmnožení, přesto se toto vydání podařilo Janu Rumlovi zrekonstruovat a vydat. Lidovky ale už byly zaběhané a fungovaly samostatně. Vyšlo říjnové číslo, následovalo listopadové, pak dvě zvláštní vydání o polistopadových událostech a v prosinci vyšly Lidovky tiskem už v půlmilionovém nákladu. V lednu následujícího roku se pak LN začaly objevovat dvakrát týdně a 2. dubna 1990 vyšlo první deníkové číslo obnovených Lidových novin.

### 1990–2013

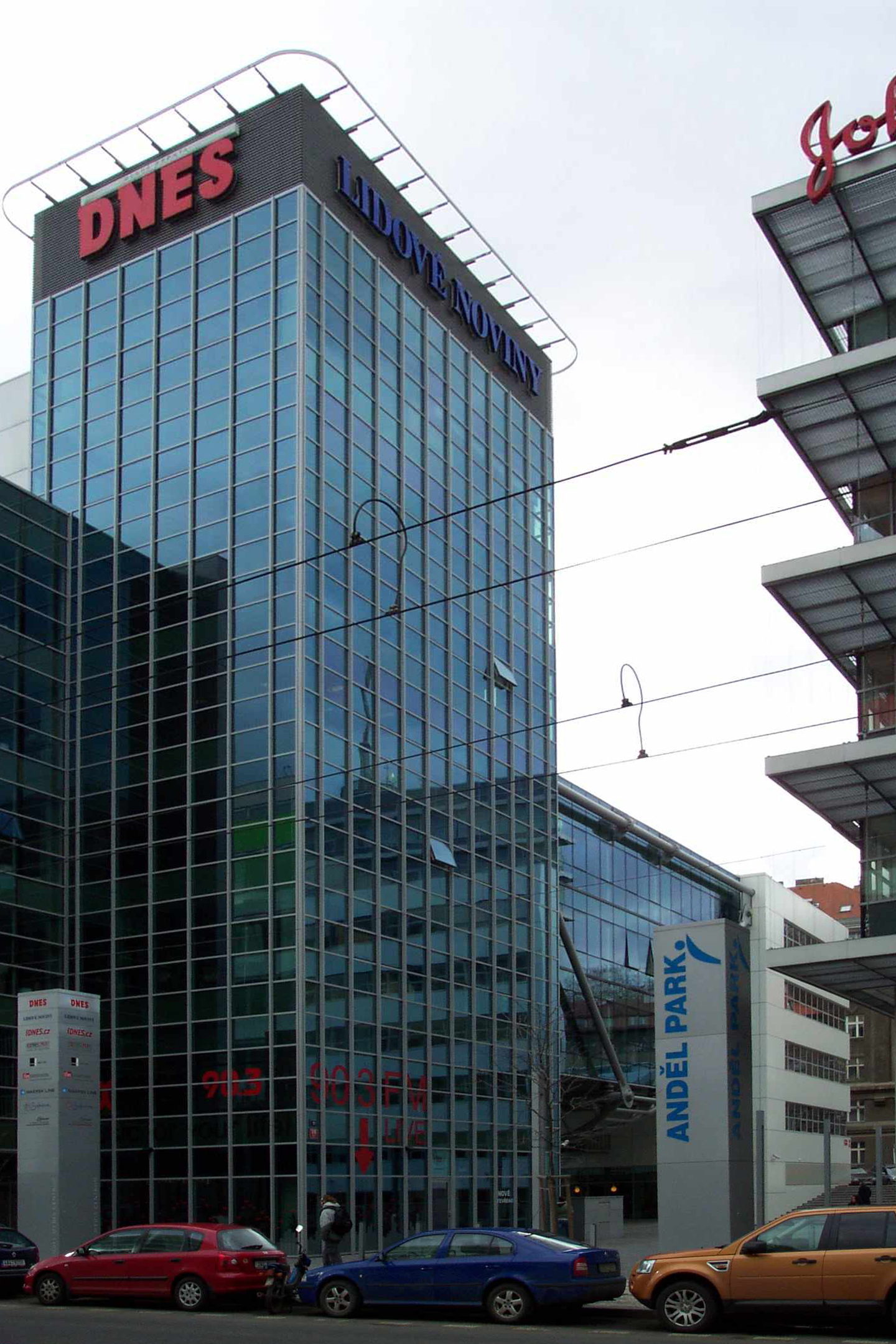
Budova MF Dnes a Lidových novin
v Praze u Anděla

První legální číslo obnoveného deníku Lidové noviny vyšlo 2. dubna 1990. V čele redakce stál až do června 1990 Jiří Ruml. LN získaly oficiální registraci a mohly se prodávat běžně na stáncích, řešily ale problém s vybavením redakce a distribucí. Na rozdíl od fungujících deníků totiž postrádaly technické zázemí a praxi zkušených deníkářů. Redaktoři neměli pořádné telefony, archiv ani slušnou tiskárnu.
O tři roky později rozhodla valná hromada Lidové noviny, a. s., o odprodeji 51 procent svých akcií nizozemské společnosti Ringier Taurus, dceřiné společnosti švýcarského vydavatelského koncernu Ringier.
V červenci 1994 převzaly Lidové noviny křesťanskodemokratický deník Lidová demokracie. To vedlo k výraznému zvýšení počtu předplatitelů. Při té příležitosti se na titulní straně objevila poprvé modrá barva.
Postupem doby změnily Lidové noviny, stejně jako ostatní deníky, svou tvář. Jako příloha LN začal na konci roku 1996 vycházet pravidelný páteční magazín, nejdříve jako Magazín Lidových novin a později jako Pátek.
V září 1998 získala většinový podíl v Lidových novinách společnost Pressinvest a. s. (IČ 43002331), kterou vlastnila německá vydavatelská firma Rheinisch Bergische Verlagsgesellschaft (RBVG). Od 1. ledna 2010 se stala vydavatelem Lidových novin (a také deníku MF Dnes) společnost MAFRA a. s., vlastněná rovněž RBVG . (Společnost Pressinvest a. s. byla ke dni 1. ledna 2013 zrušena likvidací.)
Lidové noviny prošly modernizací. V roce 2001 se poprvé objevily celé v barvě. Přišly také se svou internetovou verzí na adrese www.lidovky.cz a nasadily moderní redakční systém.
V roce 2010 online magazín Lidovky.cz získal v soutěži Křišťálová Lupa 9. místo v kategorii média – všeobecná.

### LN pod skupinou Agrofert a konec v roce 2024
Dne 26. června 2013 byla společnost MAFRA koupena od RBVG skupinou Agrofert Holding, kterou vlastnil Andrej Babiš; Úřad pro ochranu hospodářské soutěže tuto akvizici povolil v srpnu 2013. Babiš v době nákupu prohlásil, že přísahá na zdraví svých dětí a vnoučat, že nikdy do práce svých médií nezasáhne.
V září 2018 Lidové noviny publikovaly zprávu citující údajnou lékařku Taťjanu Horákovou z fiktivní charitativní organizace, jež podporovala postoj předsedy vlády Andreje Babiše k návrhu europoslankyně Šojdrové, která navrhovala přijmout 50 syrských dětí z uprchlického tábora v Řecku. Babiš text údajně podstrčil redakci prostřednictvím své sekretářky a článek s vědomím šéfredaktora vyšel na Lidovky.cz. V papírových novinách se nikdy neobjevil. V reakci na tuto kauzu odešlo z deníku několik novinářů včetně Petry Procházkové, která prohlásila, že ji deník již nedokáže ochránit před vlivem premiéra Andreje Babiše, který skrz skupinu MAFRA noviny vlastnil. Zároveň věc označila jako podvod na čtenáře. Samotný článek byl následně ze serveru Lidovky.cz stažen.
Poté, co Agrofert Holding prodal skupinu MAFRA skupině KAPRAIN Group, bylo rozhodnuto o ukončení vydávání tištěných Lidových novin. Poslední vydání vyšlo 31. srpna 2024. V provozu zůstal pouze sesterský internetový portál Lidovky.cz. Sobotní příloha Lidových novin s názvem Orientace se od září stala 2024 součástí sobotního vydání deníku Mladá fronta DNES. Rozhodnutí padlo po neúspěšných vyjednáváních o prodeji Lidových novin, které prodělávaly desítky milion korun ročně.

## Šéfredaktoři Lidových novin
- Emil Čermák (šéfredaktor 1893–1895) byl prvním šéfredaktorem, který v roce 1895 prchl před sňatkem do Bulharska, kde působil jako dopisovatel zahraničních novin a agentur.
- Bohuslav Štěchovský (šéfredaktor 1895–1919) řídil redakci Lidových novin téměř čtvrtstoletí. Během jeho působení se stal zakladatel LN Adolf Stránský výhradním majitelem listu.
- Arnošt Heinrich (šéfredaktor 1919–1927 a 1929–1933) poprvé nastoupil do Lidových novin v roce 1904. V září 1919 se stal třetím šéfredaktorem. O dva roky později na dva a půl roku noviny opustil. Na post šéfredaktora se vrátil v září 1929 a setrval na něm až do své smrti v květnu 1933.
- Karel Zdeněk Klíma (šéfredaktor 1927–1929 a 1939–1941) jako bývalý stálý zpravodaj Lidových novin ve Vídni dočasně obsadil post šéfredaktora po Heinrichově odchodu. Poté opustil LN, aby řídil České slovo. Do čela LN se vrátil v roce 1939. Rok po odchodu z redakce jej zatklo gestapo a 23. srpna 1942 byl popraven v Terezíně.
- Eduard Bass (šéfredaktor 1933–1938 a 1945) byl jmenován šéfredaktorem po smrti Heinricha jako dlouholetý redaktor Lidových novin. Autor Klapzubovy jedenáctky se do čela redakce vrátil po osvobození Československa, v srpnu 1945 však přenechal své místo Ferdinandu Peroutkovi.
- Leopold Zeman (šéfredaktor 1941–1945) byl dosazen na místo šéfredaktora Lidových novin 1. července 1940. Po osvobození byl zatčen a souzen lidovým soudem pro kolaboraci.
- Ferdinand Peroutka, šéfredaktor 1945–1948, politik a novinář pracoval v LN nejprve od prosince 1924 do února 1926. Do novin se vrátil v roce 1929 a působil zde až do svého zatčení v roce 1939. Po návratu z koncentračního tábora se stal šéfredaktorem Svobodných novin (poválečný název LN). Po únoru 1948 emigroval. Pak ve Spojených státech amerických řídil rozhlasovou stanici Svobodná Evropa.
- Jan Drda, šéfredaktor 1948–1952, tento komunistický novinář spolupracoval s LN od roku 1937 do srpna 1943, kdy s ním noviny rozvázaly pracovní poměr. Po Vítězném únoru se stal šéfredaktorem a řídil noviny až do jejich zániku v únoru 1952.
- A. J. Liehm, designovaný šéfredaktor 1968, během pražského jara roku 1968 vznikla myšlenka obnovit po 16 letech vydávání Lidových novin. Znovuzrození deníku, jehož designovaným šéfredaktorem se stal A. J. Liehm, však zhatila srpnová invaze vojsk Varšavské smlouvy do Československa.
- Jiří Ruml, šéfredaktor 1988–1990, jeden z prvních signatářů Charty 77 začal v roce 1987 pracovat na obnově vydávání LN. Stal se šéfredaktorem samizdatových Lidových novin. V říjnu 1989 byl zatčen a obviněn z pobuřování. Po listopadovém převratu v roce 1989 se stal šéfem obnovených LN a v této funkci setrval do června 1990, kdy byl zvolen za Občanské fórum poslancem Federálního shromáždění ČSSR.
- Rudolf Zeman, šéfredaktor 1990–1991, další signatář Charty 77 vystřídal Jiřího Rumla po jeho odchodu do politiky. V samizdatových LN zastával funkci zástupce šéfredaktora, kvůli čemuž byl v říjnu až listopadu 1989 vězněn. Po roce 1992 pracoval v LN jako editor. V letech 1990–1998 člen Syndikátu novinářů ČR.
- Jaroslav Veis, šéfredaktor 1991–1992, nejdříve byl komentátorem Lidových novin. Od července 1991 jejich šéfredaktorem, poté programový ředitel Centra nezávislé žurnalistiky a komentátor jiných novin a časopisů. Od roku 1997 působil jako poradce Petra Pitharta, tehdejšího místopředsedy Senátu Parlamentu České republiky.
- Tomáš Smetánka, šéfredaktor 1992–1993, přispíval již do samizdatových LN, od roku 1990 redaktor zahraniční rubriky, od července 1991 do května 1992 zástupcem šéfredaktora. Poté rok šéfredaktorem. Po odchodu z LN pracuje jako diplomat.
- Jaromír Štětina, šéfredaktor 1993–1994, společně s Petrou Procházkovou proslul jako válečný zpravodaj. Do LN nastoupil v prosinci 1989 jako zpravodaj ze zemí bývalého Sovětského svazu. Po návratu začátkem roku 1993 založil a vedl Nadaci Lidových novin. Od června 1993 byl šéfredaktorem. V období 2004–2014 senátoroval za 22. obvod (Praha 10).
- Jiří Kryšpín, pověřen řízením v lednu až březnu 1994, redakci řídil jen první tři měsíce roku 1994. Dnes působí v soukromé sféře.
- Libor Ševčík, šéfredaktor 1994–1996, před listopadem 1989 byl redaktorem Mladé fronty, po převratu až do roku 1994 jejím šéfredaktorem. LN řídil dva roky. Po odchodu z LN pracuje v denících Slovo a Hospodářské noviny.
- Jefim Fištejn, šéfredaktor 1996–1997, komentátor a zástupce programového ředitele Rádia Svobodná Evropa nastoupil do Lidových novin jako šéfredaktor 1. dubna 1996. Ve funkci skončil v červenci 1997. Z Lidových novin odešel zpět do Rádia Svobodná Evropa. Dnes působí jako publicista.
- Pavel Šafr, šéfredaktor 1997–2000, před Lidovými novinami vedl Český deník a Telegraf. Do Lidových novin nastoupil jako šéfredaktor v roce 1997. V roce 2000 přešel do funkce šéfredaktora deníku Mladá fronta DNES.
- Veselin Vačkov, šéfredaktor 2000–2009, spolupracoval s LN od roku 1994 jako zahraniční dopisovatel. Do redakce nastoupil v roce 1997. Postupně působil jako editor, vedoucí redaktor magazínu a zástupce šéfredaktora. Funkce šéfredaktora se ujal v roce 2000.
- Dalibor Balšínek, šéfredaktor 2009–2013, bývalý šéfredaktor časopisu Týden, po odchodu z Lidových novin v listopadu 2013 založil projekt Echo24 s podtitulem „deník pro politiku a byznys“.
- István Léko, šéfredaktor od prosince 2013 do 31. ledna 2021, bývalý šéfredaktor týdeníku Euro (1998–2010), zakladatel, provozovatel (2010–2013) a šéfredaktor informačního webu Česká pozice.
- Petr Bušta, šéfredaktor od února 2021 do srpna 2024, někdejší zástupce šéfredaktora časopisu Týden či zástupce šéfredaktora týdeníku Euro, osm let před jmenováním šéfredaktorem Lidových novin byl jejich šéfeditorem.[18]

## Sídla redakce Lidových novin
Ve svém „rodném městě“ Brně sídlila redakce Lidových novin nejprve v domě na Van der Strassově ulici na předměstí Velká Nová Ulice (nyní Kudelova v Černých Polích). Roku 1907 se sídlem deníku stal na dlouhá léta Palác Chlumeckých, tedy dům číslo 6 v Rudolfově ulici v centru města (nyní Česká).
Pražská redakce Lidovek vznikla v roce 1920 a sídlila ve Štěpánské ulici. V roce 1936 koupil dědic LN Jaroslav Stránský Topičovo nakladatelství v Praze i s budovou na Národní třídě číslo 9, která se stala hlavním sídlem Lidových novin. V roce 1990 se noviny usadily v domě na rohu Václavského náměstí a Opletalovy ulice. V roce 1991 se vrátily na Národní třídu, když budou jejich bývalého sídla zrestituoval Martin Jan Stránský, vnuk Jaroslava, který jim prostory pronajal za symbolické nájemné za pomoc při restituci. Stěhování na pražský Žižkov, do domu na Žerotínově ulici čp. 38, přišlo v roce 1996. Zde sídlily Lidové noviny, vlastněné v té době švýcarskou společností Ringier, až do roku 1999.
V devětadevadesátém pronajímá vydavatelství Lidových novin podporované düsseldorfským majoritním akcionářem zrekonstruovaný objekt v Pobřežní ulici v pražském Karlíně. Zde redakce sídlí až do srpna 2002, kdy Karlín zasáhla povodňová vlna stoleté záplavy.
Po krátkém azylu poblíž tiskárny v Malešicích se redakce LN v srpnu 2002 stěhuje do domu v sousedství České národní banky v Senovážné ulici 4 mezi Senovážným náměstím a Hybernskou.
V listopadu 2004 se redakce LN přestěhovala do nové moderní budovy Anděl Media Centrum na pražském Smíchově v ulici Karla Engliše.
Moravská redakce sídlila po obnovení deníku v 90. letech v Opletalově ulici v Brně, později se přestěhovala na Moravské náměstí 13. V letech 2005 až 2014 sídlila v České ulici 19, pouze několik desítek metrů od historického působiště listu. Provoz ukončila k 30. dubnu 2014, kdy působení v LN po devíti letech ukončil poslední brněnský redaktor Miloš Šenkýř.

## Čtenost a prodaný náklad
První redakce novin s šéfredaktorem Emilem Čermákem dosáhla nákladu asi 6 tis. výtisků v roce 1895. Náklad postupně stoupal, v roce 1937 činil 44 tis., přičemž odpoledník měl ještě téměř o dvacet tisíc více. V roce 1945 činil náklad 68 tis. výtisků.
Samizdatové vydání tehdy měsíčníku začínalo na stovkách kusů, postupně dosáhlo až na 10 tis. výtisků. První legální vydání v prosinci 1989 dosáhlo na 500 tis. výtisků, první deníkové vydání v dubnu 1990 mělo 360 tis. V prvním pololetí roku 1993 měli noviny prodaný náklad 95 tis. kusů, tento však klesal až na 71 tis. v prvním pololetí roku 1994. Po převzetí křesťanskodemokratického deníku Lidová demokracie v červenci 1994 stoupl až na 105 tis., pak začal opět klesat až na 60 tis. v roce 1997. Čtenost v roce 1996 byla 218 tis. čtenářů, asi 2,7 % obyvatel.
Poté začal stoupat, až roce 2000 dosáhl 85 tis. V roce 2001 krátkodobě dosáhl až na 116 tis., pak začal opět klesat, v letech 2003 až 2008 se pohyboval kolem 70 tis. Pak začal opět klesat na 70 tis. v roce 2013 a dále až na 38 tis. v roce 2014. Pokles se poté zpomalil, ale byl setrvalý. V roce 2024 činil prodaný náklad už jen 18 tis. kusů, čtenost činila asi 123 tis. čtenářů.
V roce 2024 měly noviny čtenářské jádro v Praze a Brně. Šlo zejména o čtenáře ve věku 40 až 69 let, více než 80 % čtenářů mělo střední nebo vysokoškolské vzdělání. Nejvíce čtenářů ze všech deníků se jejich čtenáři řadili ke středovému proudu.

## Přílohy deníku
Lidové noviny nabízely pravidelné přílohy a magazíny:[kdy?]
| den     | příloha           | periodika | popis                                                                   |
| ------- | ----------------- | --------- | ----------------------------------------------------------------------- |
| pondělí | Index             | měsíční   | magazín zaměřený na ekonomiku a business                                |
| pondělí | Právo a justice   | týdenní   | příloha o právních a justičních tématech v Česku                        |
| úterý   | Akademie          | týdenní   | příloha o školství a vzdělávání v ČR                                    |
| středa  | Esprit            | měsíční   | magazín o lifestyle, kariéře, módě, umění a cestování                   |
| středa  | Medicína & věda   | týdenní   | příloha zaměřená na popularizaci medicíny a vědy                        |
| čtvrtek | Ekonomika Speciál | týdenní   | příloha o ekonomice, businessu, velká témata, rozhovory, analýzy        |
| pátek   | Pátek             | týdenní   | showbiz magazín s TV programem                                          |
| sobota  | Orientace         | týdenní   | víkendové přílohy o aktuálním dění, současnému myšlení, kultuře a umění |
| sobota  | Česká pozice      | týdenní   | víkendové přílohy o aktuálním dění, současnému myšlení, kultuře a umění |
| sobota  | Relax             | týdenní   | víkendové přílohy o aktuálním dění, současnému myšlení, kultuře a umění |